# Mexotroglinus sbordonii
Mexotroglinus sbordonii is een hooiwagen uit de familie Stygnopsidae.